# Izaskun Chinchilla
Izaskun Chinchilla Moreno (Madrid, 1975) és una arquitecta espanyola. Ha projectat algunes de les obres més prometedores i arriscades de l'àmbit espanyol, vinculant cadascuna a un desenvolupament teòric realment innovador. És una de les poques arquitectes espanyoles que dirigeixen el seu propi estudi.

## Trajectòria i posicionament
Izaskun Chinchilla va estudiar Arquitectura a l'Escola Tècnica Superior d'Arquitectura de la Universitat Politècnica de Madrid. Es va graduar l'any 2001, obtenint el premi al millor expedient acadèmic de la seva promoció i una matrícula d'honor pel seu projecte final de carrera. Des de llavors dirigeix el seu propi estudi d'arquitectura, amb seu a Madrid. Les seves recerques aborden aspectes com l'ecologia, la sociologia i les formes de vida contemporànies, i l'arquitecta les aplica a la seva pràctica professional i acadèmica.
La seva obra ha rebut nombrosos premis, resultat guanyadora en molts concursos i ha estat profusament publicada i exposada, però només se n'ha construït una petita part: diverses instal·lacions i stands, entre els quals destaquen el pavelló Organic Growth (Nova York, 2015), l'stand de Formica per a la fira de cuines SICI 2007 o l'espai VIP per a ARCOMadrid2016, algunes reformes d'habitatges, com la casa per a Estela i César a Pueblo Nuevo (2007) o la casa pairal de Carmena (2010) i exposicions com a “Casa: Árbol, Chocolate, Chimenea” a l'"Espacio para Arquitectura Liga" (Mèxic DF, 2012) o “Unit 22 Zoetropes” a la Galeria Roca (Londres, 2012). La seva obra construïda de major envergadura fins al moment és la rehabilitació del Castell de Garcimuñoz a Conca per instal·lar una Mediateca pública.
Com a docent, Izaskun Chinchilla ha dirigit Tallers de Recerca Projectual a l'Escola d'Arquitectura de la Universitat d'Alacant entre 2002 i 2007 i ha estat professora a l'Institut d'Arquitectura Avançada de Catalunya. També ha fet classes a l'Escola Especial de París i a la Universitat d'Art i Disseny de Ginebra. En l'actualitat és professora a l'Escola d'Arquitectura de Madrid i a l'Institut Empresa de Madrid i responsable al costat de Carlos Giménez del programa d'estudis “Unit22” a l'Escola d'Arquitectura Bartlett de Londres. Llegí la seua tesi doctoral, titulada:"La Estructura de la Revolución Ecológica en Arquitectura.”; a l'Escola Tècnica Superior d'Arquitectura de Madrid, el febrer del 2016.

## Publicacions destacades

### Llibres
- Peep-show, fishes and other objects of desire: Milan 2010. Jean-pierre Greff, Izaskun Chinchilla. 2010. Volum 15 de Issue: Haute école d'art et de design, Ginebra. Editor Haute école d'art et de design, 55 pàg.

- Jornada I, los jóvenes y la vivienda: 6 de marzo de 2006. Izaskun Chinchilla Moreno, Santiago Cirugeda, Vicente Guallart. 2006. Guadalajara, Teatro Buero Vallejo. Editor Fundación Civitas Nova

- Jornada II, ciclo de sostenibilidad y tecnología en la ciudad: 4 de mayo de 2006. Jaime Lerner, Izaskun Chinchilla Moreno. 2006. Toledo, Palacio de Benacazón, 11 de maig del 2006, Ciudad Real, Colegio de Arquitectos. Editor Fundación Civitas Nova, 239 pàg.

## Honors
Des del 1996, any en què rep el Premi al rendiment acadèmic de la UPM (millor expedient de la primera meitat de la carrera), ha rebut una gran quantitat de premis i reconeixements, alguns d'ells en diverses ocasions com el Primer Premi Emilio Larrodera del COAM. Podem destacar per exemple:
- 2001: Primer Premi en el Concurs d'Idees per a la Construcció del Pavelló de la UNED en la Fira del Llibre a Madrid.
- 2003: Primer Premi en el Concurs Europan VII per a l'emplaçament de Santiago de Compostel·la.
- 2013 Esment d'Honor en la primera edició de el ArcVision Prize – Women and Architecture pel seu enfocament proyectual no convencional, segons paraules d'un jurat compost per Martha Thorne, Kazuyo Sejima, Benedetta Tagliabue, Odile Decq i Yvonne Farrell al costat de dones rellevants en la política o els negocis. Al costat de Chinchilla van rebre també esments d'honor aquest any l'arquitecta estonia Siiri Vallner i l'arquitecta índia Anupama Kundoo i el primer premi va ser per a la brasilera Carla Juaçaba[8]